# Reflector
I Reflector (caratteri cinesi: 反光镜; pinyin: Fǎnguāngjìng) sono un gruppo musicale rock cinese, formatosi a Pechino nel 1997. Nel loro MySpace ufficiale, i componenti del gruppo citano come proprie influenze musicali gruppi punk e pop punk occidentali, quali Green Day, NOFX e Lagwagon.
Portati alla ribalta da apparizioni in rivisite come Newsweek e sulla CNN, nel 2000 una loro canzone, Scream Club, è stata utilizzata come parte della colonna sonora del film di Hong Kong Warm Summer Day, prodotto dalla FOX International Productions.
Nel 2001, i Reflector sono stati uno dei primi gruppi cinesi a tenere un tour completo negli Stati Uniti, suonando in sette città della West Coast, tra cui una data a Sacramento in cui hanno aperto un concerto per il gruppo punk statunitense Anti-Flag.
Dopo aver partecipato al Live Vocals Festival di Cui Jian (pioniere del rock cinese) nel 2003 ed al Midi Music Festival dello stesso anno, i Reflector hanno tenuto un tour di concerti in Cina nel 2011, partecipando altresì nuovamente al Midi a Pechino.

## Formazione
- Tian Jianhua aka TJ – basso/voce
- Li Peng –  chitarra/voce
- Ye Jingying – batteria/voce di sottofondo

## Discografia

### Album split
- 1999 – Wuliao Contingent (contributo di 8 canzoni)

### EP
- 2002 – Reflector EP